# Ralston (Schotland)
Ralston (Schots-Gaelisch: Baile Raghnaill) is een dorp in de Schotse council Renfrewshire in het historisch graafschap Renfrewshire en grenst aan het oostelijke deel van de stad Paisley. Het dorp ligt aan de A761 van Paisley naar Glasgow. 